# Fergus McFadden
Fergus McFadden (Kilkenny, 17 giugno 1986) è un ex rugbista a 15 irlandese, utility back in grado di ricoprire vari ruoli tra i trequarti. Vanta 34 apparizioni con la maglia dell'Irlanda con cui ha partecipato alla Coppa del Mondo di rugby 2011.

## Biografia
Proveniente da Kilkenny, nella provincia di Leinster, McFadden ha compiuto studi universitari all'University College Dublin, della cui squadra di rugby ha anche fatto parte.
Milita dal 2007 nella franchise provinciale di Leinster, e nel 2009 rappresentò l'Irlanda A in Churchill Cup; convocato per la Nazionale maggiore in vista del Sei Nazioni 2011, esordì a Roma nella partita inaugurale del torneo contro l'Italia.
Fece, ancora, parte della squadra irlandese alla Coppa del Mondo di rugby 2011 nel cui incontro di debutto con la Russia andò a segno.
Con Leinster si è aggiudicato tre titoli celtici nel 2008, 2013 e 2014, e altrettanti titoli di campione d'Europa nel 2009, 2001 e 2012; con l'Irlanda, invece, ha vinto il Sei Nazioni 2014.

## Palmarès
- Pro14: 6
Leinster: 2007-08, 2012-13, 2013-14, 2017-18, 2018-19, 2019-20
- Heineken Cup: 3
Leinster: 2008-09, 2010-11, 2011-12
- Champions Cup: 1
Leinster: 2017-18
- Challenge Cup: 1
Leinster: 2012-13